# Margit Bartkowiak
Margit Bartkowiak (* 1. Juni 1956) ist eine ehemalige deutsche Leichtathletin, die sich auf den 100-Meter-Hürdenlauf spezialisiert hatte und für die DDR startete.
Bei den Halleneuropameisterschaften wurde sie über 60 Meter Hürden 1977 in San Sebastián Vierte und 1979 in Wien Sechste.
Über 50 m bzw. 60 Meter Hürden wurde sie in der Halle 1977 DDR-Meisterin und 1978 sowie 1979 DDR-Vizemeisterin.
Margit Bartkowiak startete für den SC Cottbus.

## Persönliche Bestzeiten
- 60 m Hürden (Halle): 8,17 s, 17. Februar 1979, Senftenberg
- 100 m Hürden: 13,25 s, 18. Juni 1978, Potsdam

| Personendaten    | Personendaten           |
| ---------------- | ----------------------- |
| NAME             | Bartkowiak, Margit      |
| KURZBESCHREIBUNG | deutsche Hürdenläuferin |
| GEBURTSDATUM     | 1. Juni 1956            |